# Kirby's Adventure
| Mottagande                 | Mottagande                   |
| Samlingsbetyg              | Samlingsbetyg                |
| Tjänst                     | Betyg                        |
| -------------------------- | ---------------------------- |
| Gamerankings               | 77,60% (3DS) (5 recensioner) |
| Metacritic                 | 77/100 (3DS) (7 recensioner) |
| Recensionsbetyg            |                              |
| Publikation                | Betyg                        |
| Allgame                    | [ 3 ]                        |
| Eurogamer                  | 7/10                         |
| Gamespot                   | 7,3/10                       |
| IGN                        | 9,5/10 8/10 (3DS)            |
| Nintendo World Report      | 9/10 8,5/10 (3DS)            |
| Official Nintendo Magazine | 83% (3DS)                    |

Kirby's Adventure, känt i Japan som Hoshi no Kirby: Yume no Izumi no Monogatari (japanska: 星のカービィ 夢の泉の物語 Hepburn: Hoshi no Kābī: Yume no Izumi no Monogatari?, bokstavligen "Kirby av stjärnorna: Berättelsen om drömmarnas fontän), är ett plattformsspel utgivet 1993 till Famicom och Nintendo Entertainment System. Spelet utvecklades av HAL Laboratory och gavs ut av Nintendo. Det är det andra spelet i Kirby-serien och uppföljare till Kirby's Dream Land från det föregående året. Spelet introducerade huvudfiguren Kirbys förmåga att kopiera sina fienders attacker, samt gav Kirby sin rosa färg för första gången i västvärlden. 2002 släpptes en remake kallad Kirby: Nightmare in Dream Land till Game Boy Advance. Kirby's Adventure har även återutgivits till Virtual Console för Wii och Wii U, samt med uppdaterad grafik i 3D till Nintendo 3DS.

## Soundtrack
Ett album med samma titel som spelet – Hoshi no Kirby: Yume no Izumi no Monogatari – gavs ut i Japan 21 juli 1993, cirka fyra månader efter att spelet hade släppts. Albumet innehåller spelets soundtrack och gavs ut på CD med katalognumret SRCL-2959 av Sony Records. Utöver de 27 originallåtarna som finns med på skivan, som huvudsakligen komponerades av Hirokazu Ando men även Jun Ishikawa, har de åtta första spåren arrangerats av Takatsugu Takao och Masumi Yanagawa och försetts med sång av Mako Miyata.
| 1.           | Kirby of the Stars                | 星のカービィ                       | 3:52  |
| 2.           | Kirakira March                    | キラキラマーチ                     | 3:19  |
| 3.           | Kirby Medley                      | カービィ・メドレー                 | 3:34  |
| 4.           | DREAM ☆ DREAM                     | ドリーム☆ドリーム                  | 3:21  |
| 5.           | Let's Make a Cocktail!            | カクテルを作ろう!                  | 3:35  |
| 6.           | Eternal Keynote                   | 永遠の音符                         | 3:43  |
| 7.           | Starlight Adventure               | スターライト・アドヴェンチャー     | 3:12  |
| 8.           | Good Night Kirby                  | おやすみカービィ                   | 4:02  |
| 9.           | Title Screen/Demo                 | タイトル画面/デモ                  | 0:41  |
| 10.          | Drawing Song                      | 絵書き歌                           | 0:08  |
| 11.          | Plains Level                      | 平地の面                           | 0:40  |
| 12.          | Invincibility                     | 無敵状態                           | 0:17  |
| 13.          | Level 1 – Map Select              | レヴェル1のレヴェルマップセレクト  | 0:37  |
| 14.          | Underground Level                 | 地下の面                           | 1:01  |
| 15.          | Boss                              | ボス                               | 0:44  |
| 16.          | Level Cleared Dance               | 面クリア時の踊り                   | 0:07  |
| 17.          | Sea and Ship Level                | 海と船の面                         | 1:09  |
| 18.          | Level 2 – Map Select              | レヴェル2のレヴェルマップセレクト  | 0:27  |
| 19.          | Museum and Star Riding Place      | 博物館と星乗り場                   | 0:28  |
| 20.          | Castle Level                      | 城の面                             | 1:00  |
| 21.          | Forest Level                      | 森の面                             | 1:04  |
| 22.          | Level 3 – Map Select              | レヴェル3のレヴェルマップセレクト  | 0:23  |
| 23.          | Cloud Level                       | 雲の面                             | 1:11  |
| 24.          | Crane Fever                       | クレーンフィーヴァー（ボーナス面） | 0:50  |
| 25.          | Level 4 – Map Select              | レヴェル4のレヴェルマップセレクト  | 0:35  |
| 26.          | Mountain Level                    | 山地の面                           | 1:29  |
| 27.          | Expert Bonus Level                | 卵のボーナス面                     | 0:36  |
| 28.          | Level 5 – Map Select              | レヴェル5のレヴェルマップセレクト  | 0:20  |
| 29.          | Underwater Level                  | 海中の面                           | 1:00  |
| 30.          | Level 6 – Map Select              | レヴェル6のレヴェルマップセレクト  | 0:39  |
| 31.          | Dream and Cold Level              | 夢と寒冷地の面                     | 0:59  |
| 32.          | Level 7 – Map Select              | レヴェル7のレヴェルマップセレクト  | 0:30  |
| 33.          | Black and White Plains – Game Boy | 白黒（ゲーム・ボーイ）面の平地の面 | 0:58  |
| 34.          | Level 8 – Beginning               | レヴェル8の最初                    | 0:25  |
| 35.          | Final Boss                        | 最終ボス                           | 1:12  |
| 36.          | Ending Demo                       | エンディング・デモ                 | 1:24  |
| 37.          | Game Over                         | ゲームオーヴァー                   | 0:05  |
| Total längd: | Total längd:                      | Total längd:                       | 49:37 |